# Franz Frantsevich Borel
Franz Franzevich Borel (Turim, 9 de maio de 1758 — Rio de Janeiro, 2 de janeiro de 1832), 1.º barão de Palença (em russo: Франц Францевич Борель, барон Паленцский, frequentemente transliterado Franz Franzevich Borel-Palentssky, por vezes referido na literatura lusófona por Francisco Borel ou François Borel), foi um diplomata de origem francesa ao serviço do Império Russo. Encarregado de Negócios da Rússia em Lisboa aquando da Abrilada, seria o primeiro embaixador plenipotenciário do Império Russo no Rio de Janeiro, e na América Latina em geral, cabendo-lhe lançar as bases para as relações russo-brasileiras.

## Biografia
Borel nasceu em Turim, então no Reino da Sardenha-Piemonte, no seio de uma família de origem franco-germânica. A data de nascimento é apontada como sendo 9 de maio de 1758, embora algumas fontes a coloquem em 1775, sabendo-se contudo que uma das suas filhas, Júlia Borel, casou em 1816 com Pedro Jorge Monteiro, vice-cônsul de Portugal em Odessa.
Sabe-se que entrou para o serviço diplomático do Império Russo em 1804, inicialmente na Polónia, tendo publicado em 1807 uma obra sobre relações consulares. Em 1809 já era chefe do expediente da Secção de Assuntos Consulares do Ministério das Relações Exteriores da Rússia. Nestas funções redigiu pessoalmente o projeto de instruções para o primeiro cônsul-geral russo no Rio de Janeiro, o barão Georg Heinrich von Langsdorf (em russo: Григорий Иванович Лангсдорф, translit. Grigori Ivanovich Langsdorf), um médico, naturalista e explorador que se notabilizaria com as expedições que liderou através do interior do Brasil. Ao longo da sua carreira a serviço do Império Russo, visitaria Nápoles, Paris, Londres, Fredrikshamn (onde esteve presente na assinatura do tratado que pôs termo à Guerra Russo-Sueca de 1808-1809), ilha da Madeira, Lisboa, El Salvador e Rio de Janeiro.
Quando em 1811 o consulado oficial do Império Russo em Portugal se mudou para o Brasil, na sequência da transferência da Corte Portuguesa para o Rio de Janeiro devido à invasão de Portugal pelas tropas napoleónicas, Franz Borel também se mudou para o Rio de Janeiro. No Rio de Janeiro foi reconhecido, por carta do Príncipe Regente D. João, futuro rei D. João VI, datada de 22 de julho de 1813, como cônsul-geral do Império Russo nas ilhas da Madeira, Açores, Cabo Verde e no estado do Pernambuco.
Quando em 1821 o rei de Portugal regressou a Lisboa, Borel também se transferiu para Lisboa. O consulado por ele fundado no Rio de Janeiro, viria, com a independência do Brasil em 1822, a servir de embrião à futura embaixada russa.
Com o regresso da Corte, Borel foi nomeado encarregado dos negócios do Imperador da Rússia em Lisboa, embora oficialmente apenas encartado como cônsul geral do Império Russo. Exercia esse cargo em abril de 1824, quando uma tentativa de golpe de Estado, a Abrilada, procurou colocar o partido absolutista no poder. Durante esses eventos, os diplomatas estrangeiros acreditados em Lisboa, liderados pelo embaixador francês, Hyde de Neuville, tiveram um papel crucial evitando o confinamento do rei no Palácio de Queluz, principal objectivo dos revoltosos, e organizando a sua transferência e refúgio a bordo do navio de guerra britânico Windsor Castle que estava surto no Tejo. Borel distinguiu-se como como o diplomata que viabilizou esta solução, o que levou o rei D. João VI, em agradecimento, por decreto de 13 de maio de 1824, escassos dias após esses eventos, confirmado por carta régia de 3 de junho desse mesmo ano, elevasse Borel a barão de Palença em três vidas. A aceitação do título e o seu uso no Império Russo foram autorizados por decreto do czar Alexandre I da Rússia datado de 25 de julho de 1825 (12 de julho no calendário juliano então em uso na Rússia).
Entretanto, a intenção mútua de estabelecimento de relações diplomáticas oficiais entre o Brasil e a Rússia começou logo após a declaração da independência do Brasil. A 9 de dezembro de 1827, o ministro das relações exteriores da Rússia, Karl Nesselrode, enviou uma carta circular às embaixadas russas, informando o reconhecimento oficial do Brasil como nação. A Rússia foi o 27.ª Estado a reconhecer o Brasil, o que foi comunicado ao imperador D. Pedro I em 2 de janeiro de 1828.
Como primeiro enviado russo na cidade do Rio de Janeiro foi designado Franz Borel. Neste novo posto, desempenhou um importante papel no arranque das relações russo-brasileiras, especialmente no campo comercial, pois o comércio entre os dois países desenvolveu-se e a exportação de mercadorias brasileiras para a Rússia cresceu sobremaneira, considerando que de 1813 a 1825 os portos da Rússia não receberam nenhum navio vindo do Brasil, e que no período de 1826 a 1828 atracaram 49 embarcações trazendo mercadorias brasileiras e outros 2 navios levaram mercadorias russas para o Brasil. A Rússia recebia açúcar, café, cacau e madeiras de lei e exportava para o Brasil ligas de ferro. Borel exerceu estas funções de 3 de outubro de 1828, data oficial do estabelecimento de relações diplomáticas, até 2 de janeiro de 1832 (no calendário juliano russo a data é apontada como 20 de dezembro de 1831), dia do seu falecimento vítima de hemorragia cerebral.
Franz Frantsevich Borel, barão Palensky, como ficou conhecido na Rússia, foi comendador da Ordem da Torre e Espada, grã-cruz da Ordem de São Vladimir da Rússia, grã-cruz da Imperial Ordem da Rosa do Brasil, comendador da Ordem de Santa Ana da Rússia, comendador de Ordem de Carlos III da Espanha e cavaleiro da Ordem de Leopoldo da Áustria. Em 1827 foi feito conselheiro de Estado honorário na corte imperial russa.
Casou duas vezes, a primeira em Nápoles com Regina de Rosina (natural de Florença e falecida na ilha da Madeira em 1815), e a segunda em Lisboa, a 20 de maio de 1817, com Emília Monteiro, nascida em Nova York a 14 de maio de 1800, filha do grande comerciante madeirense Joaquim Monteiro, cônsul-geral de Portugal nos Estados Unidos da América, e de D. Ana Favila Monteiro, também madeirense. A segunda esposa depois de enviuvar casou segunda vez, em 1833, com o Conde Donnorgo, capitão de cavalaria em Nápoles.
Do primeiro casamento houve duas filhas, Julia, nascida em Nápoles, que casou em Lisboa, a 20 de maio de 1816, Pedro Monteiro (nascido em 7 de julho de 1798), irmão da sua madrasta e cônsul de Portugal em Odessa, tendo o casal perecido num naufrágio no Mar Negro (de acordo com outras fontes, no Danúbio). A outra filha, Catarina Emília, nascida em São Petersburgo por volta de 1805, casou em Lisboa, a 10 de maio de 1827, com o comerciante António Aniceto dos Santos, que depois de ter feito fortuna no Brasil se fixara na cidade de Angra, nos Açores, cidade onde faleceria precocemente a 16 de maio de 1830. Aniceto dos Santos não voltaria a casar, mas de relações extra-matrimoniais deixou vasta descendência.
Do segundo casamento houve também duas filhas, Matilde Luísa (nascida a 19 de março de 1817), que casaria com um nobre italiano e faleceu em Nápoles, Alexandrina Teresa Joana, nascida a 23 de agosto de 1827, que terá falecido em São Petersburgo antes de seu pai.
Não há brasão dos barões de Palença no Armorial Geral da Rússia.